# Brandywine Creek
De Brandywine is een beek of rivier met een lengte van 30 km die ontspringt in de zandsteenheuvels in het zuiden van Pennsylvania en uitmondt in de Christina en zo in de Delaware in de stad Wilmington. De rivier is niet bevaarbaar.

## Geschiedenis
In 1777 werd bij de rivier in Pennsylvania de Slag bij Brandywine uitgevochten waarbij het Britse leger onder leiding van William Howe een overwinning boekte op het Amerikaanse leger onder George Washington. In de laatste 15 kilometer van zijn loop heeft de rivier een verval van 50 meter. Zo leende de rivier zich uitstekend voor het opwekken van waterkracht. Het begon met korenmolens op het einde van de 18e eeuw en in de loop van de 19e eeuw werd de waterkracht van de rivier ook toegepast voor de vervaardiging van papier, textiel en andere goederen. In Hagley werd de buskruitfabriek van de familie Du Pont langs de Brandywine gebouwd. De rivier leende zijn naam aan de Brandywine-schilderschool, gesticht door N.C. Wyeth.

## Bescherming
Een deel van de loop van de Brandywine in Delaware is beschermd als nationaal historisch monument, met koloniale huizen en weide- en bosland.